# Траунштайн
Траунштайн (нем. Traunstein) — город в Германии, районный центр, расположен в земле Бавария. 
Подчинён административному округу Верхняя Бавария. Входит в состав района Траунштайн.  Население составляет 18 845 человек (на 31 декабря 2010 года). Занимает площадь 48,53 км². Официальный код  —  09 1 89 155. 
В городе расположена частная обсерватория.

## Известные жители
- Кленовский, Дмитрий Иосифович